# (392120) Heidiursula
(392120) Heidiursula est un astéroïde de la ceinture principale, de la famille de Hungaria.

## Description
(392120) Heidiursula est un astéroïde de la ceinture principale, de la famille de Hungaria. Il est caractérisé par un demi-grand axe de 1,89 UA, une excentricité de 0,11 et une inclinaison de 22,4° par rapport à l'écliptique.

## Compléments